# 薩珊文化中的刑罰

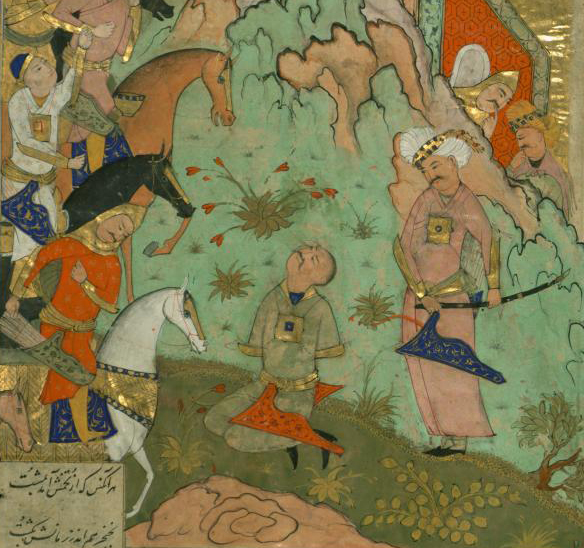
17世紀的畫作，描繪阿尔达希尔一世處決帕提亚統治者米赫拉克的場景

薩珊文化中的刑罰大致遵循祆教教法來制定，其目的主要是懲罰個人，以拯救其靈魂免受犯罪後果的影響。在祆教的法律裡，刑罰的本質是為了拯救被定罪者的靈魂，讓罪人避免因自己的不法行為而遭到神靈究責。生前受過懲罰之人，死後罪孽將被洗淨，免於受到神罰。由於懲罰性的肉刑被認為是有益的，酷刑因此被合理化，且允許使用刑求的手段逼供。千章審判之書為紀錄當時祆教法律的司法法典彙編。
鞭打是薩珊文化裡最普遍的懲罰，從理論上來說，鞭笞的次數會根據違法行為的嚴重程度來區分，最嚴重的甚至會達到不合理的次數。通奸者的鼻子會被削去，盜匪與基督徒則會遭波斯戰象踐踏而死，其中最著名的事件發生在沙阿沙普尔二世統治期間，當時沙普爾二世使用300頭戰象鎮壓叛亂並將蘇薩城摧毀。
萨珊王朝皇室成員的血統被認為是純正而潔淨的，故上述的懲罰方式並不適用於他們。為此，使用灰燼窒息或螺旋絞刑是處決王子的首選方式。由於毀容的王子不被允許繼承王位，因此另一種處罰方法則是將王子致殘。